# Amőbák

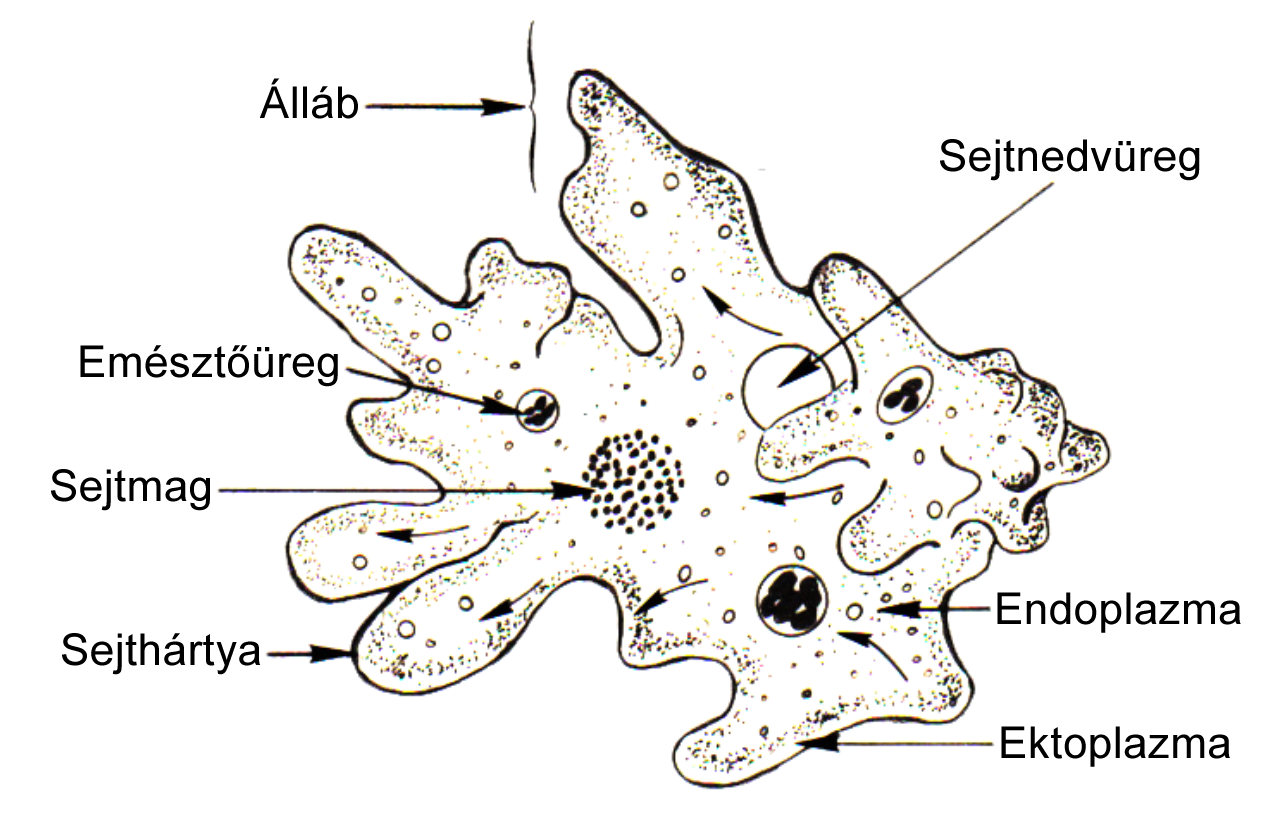
Az amőba felépítése

Az amőbák állábbal mozgó, változó formájú egysejtű élőlények, melyeket korábban a Protozoa csoportba soroltak. Az egyszerű növényi és állati egysejtűek utáni egysejtű kategória. A csillósokkal és az ostorosokkal egy fejlődési kategóriába tartoznak. Állábakkal mozognak, nincs állandó alakjuk. Az állábak közé keveredő apró sejteket vagy szervezeteket az állábak a vékony citoplazmaburkon át a mag felé tolják. Az amőbák egyik fajtája a vérhasamőba, amely a vérhas, más néven dizentéria okozója.

## Történetük
August Johann Rösel von Rosenhof fedezte fel az amőbákat 1757-ben. A korai természettudósok az amőbákat Proteus állatkának hívták, Próteusz görög isten után, aki szintén képes volt alakja változtatására. Nevük a görög amoibè (αμοιβή) szóból ered, melynek jelentése változás. A Dientamoeba fragilis 1918-ban volt először megemlítve emberben okozott kár miatt.

## Felépítésük
A sejtek citoplazmája és sejtszervecskéi a sejtmembránon belül találhatóak. Táplálékukat fagocitózis vagy pinocitózis útján szerzik. A leghíresebb faj az A. proteus, átlagosan mintegy 220-740 μm hosszú, mozgása közben, így hatalmasnak számít az amőbák között. Az amőbák leginkább felismerhető tulajdonságai közé tartozik az egy vagy több mag megléte. Az amőbák, mint más egysejtű eukarióta élőlények mitózissal szaporodnak, melyet nem szabad összekeverni a bináris maghasadással, ami a prokarióták (baktériumok) szaporodási módja. Azokban az esetekben, ahol az amőba erőszak által szétválik, a sejtmagot tartalmazó rész túléli, míg a másik rész elhal. Az amőbáknak nincs egyértelműen meghatározható alakjuk.
Az állábakat morfológia alapján több csoportba sorolják, például a szálszerű állábak filopódiumok, a lebenyesek lobopódiumok, a kisugárzók axopódiumok, a hálósak retikulopódiumok, stb.

## Táplálkozásuk
Heterotróf módon táplálkoznak. Mind az anabolikus és a katabolikus folyamatok egy helyen történnek. Planktonokkal és kovamoszatokkal táplálkoznak. Kézszerű formát hoznak létre állábakkal, melyek közrefogják az áldozatot, és a sejtmembránon keresztül az amőba sejtplazmájába juttatják. Itt különböző enzimek segítségével megemésztik a bekebelezett táplálékot. Az emésztés során keletkező bomlástermékek és a felesleges tápanyagok szintén a sejtmembránon keresztül ürülnek ki az amőbát körülvevő közegbe.
Egyes amőbafajok, például az Euglyphida kládba tartozó Paulinella chromatophora vagy a Chlorarachniophyceae kládba tartozó Bigelowiella natans képesek fotoszintézisre valódi zöldmoszatból származó plasztisz révén.

## Videók
- Amoeba proteus mozgás közben
- Amőba beborít egy kovamoszatot